# غريغ جونستون
غريغ جونستون هو لاعب هوكي الجليد كندي، ولد في 14 يناير 1965 في باري في كندا. وُلد غريغ جونستون في منطقة أوتاوا، ثم انتقل إلى منطقة باري عندما كان طفلاً. دخل غريغ عالم السينما في أواخر التسعينيات.

## وصلات خارجية
- غريغ جونستون على موقع دوري الهوكي الوطني (الإنجليزية)
- غريغ جونستون على موقع EliteProspects.com (الإنجليزية)
- غريغ جونستون على موقع HockeyDB.com (الإنجليزية)
- غريغ جونستون على موقع Hockey-Reference.com (الإنجليزية)